# Il mago di Oz (film 1910)
The Wonderful Wizard of Oz è un cortometraggio muto del 1910 diretto da Otis Turner.
La trama è tratta dal celebre romanzo di L. Frank Baum e ne è la più antica trasposizione cinematografica esistente; il film fu realizzato dalla Selig Polyscope Company senza un contributo diretto da parte dell'autore del libro e, in parte, si basa su The Wizard of Oz, un musical del 1902 che, dopo il debutto, a Chicago, andò in scena a Broadway il 20 gennaio. Venne ripreso nel 1904, debuttando il 21 marzo 1904 e chiudendo, dopo 171 rappresentazioni, il 25 novembre 1905.
Fu il debutto cinematografico di Winifred Greenwood, un'attrice che avrebbe girato nella sua carriera oltre duecento film.

## Trama
Mentre la zia e i suoi lavoranti si rifugiano nella fattoria, la piccola Dorothy libera uno spaventapasseri dal palo a cui è legato. Scoppia un violento uragano: Dorothy, lo Spaventapasseri, il cagnetto Toto e due animali della fattoria vengono trasportati dal ciclone dal loro mondo in un altro completamente fantastico e fuori dal comune, che scopriranno pieno di creature bizzarre e buffe.
Nella città di Smeraldo, Momba, la strega cattiva, ha imprigionato il Mago, re del fantasioso mondo di Oz mentre Glinda, la strega buona, usa i suoi poteri per trasformare il piccolo Toto in un cagnone aggressivo, in grado di difendere la sua padroncina dai pericoli. A Dorothy e ai suoi amici si aggrega il Leone codardo.
Il gruppo così formato si imbatte durante il viaggio nell'Uomo di latta, arrugginito e fuori uso. Lo Spaventapasseri, usando dell'olio di macchina, riesce a rimetterlo in funzione. Ballando, i viaggiatori continuano la loro strada. Ma, a un tratto, si trovano davanti alla casa di Momba che, in volo, li attacca. Dorothy, però, la mette fuori combattimento avendo scoperto che l'acqua può dissolvere la strega. Poi si impadronisce del suo berretto magico e si reca alla Città di Smeraldo
Dorothy e i suoi compagni di avventura liberano così tutta Oz. Il Mago vuole cedere la corona alla bambina, ma lei la rifiuta: a essere incoronato sarà lo Spaventapasseri. Il Mago parte con il suo pallone aerostatico.

## Produzione
Il film fu prodotto dalla Selig Polyscope Company che, nel 1910, produsse una serie di cortometraggi tratti dai romanzi di L. Frank Baum. Ci sono delle versioni controverse sul cast: il personaggio dello Spaventapasseri viene attribuito a Robert Z. Leonard e, si suppone da alcune foto, che Bosworth interpreti il Mago. Sempre dalle foto, si desume che Olive Cox sia Glinda e Lillian Leighton sia la serva che tira fuori il cartello con le regole sindacali, quelle dov'è scritto che l'orario di lavoro finisce alle 12 (cartello che compare nelle scene finali prima che il Mago parta in mongolfiera).

## Distribuzione
Distribuito dalla Selig Polyscope Company, il film uscì nelle sale cinematografiche statunitensi il 24 marzo 1910. Copia della pellicola (un positivo in nitrato a 35 mm) è stata trovata nel 1983. Donata alla George Eastam House, si trova conservata negli archivi dell'International Museum of Photography and Film at George Eastman House.
La National Film Preservation Foundation ha inserito il cortometraggio nel set di un cofanetto, More Treasures from American Film Archives (1894-1931), che contiene cinquanta film muti per un totale di 573 minuti. Distribuito il 7 settembre 2004 dall'Image Entertainment, il cofanetto propone i film in DVD NTSC con accompagnamento musicale di Peter Child, Brian Robison, Charles Shadle, Fred Steiner e il commento di noti critici e studiosi del cinema muto, tra cui Paolo Cherchi Usai, Robert Gitt, Tom Gunning e Patrick Loughney. Il set è fornito anche di un libretto di presentazione di 200 pagine.
Il 9 dicembre 2009 il film è stato distribuito in DVD Blu-ray in Finlandia.